# Jane Bunford

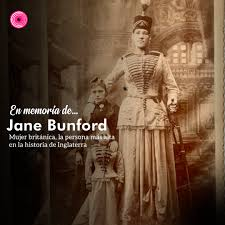
Jane Bunford

Jane "Jinny" Bunford (Bartley Green, Birmingham, Inglaterra; 26 de julio de 1895 - Íd., 1 de abril de 1922) fue la persona más alta en la historia médica inglesa, midiendo 2,41 m (7′ 11″) al momento de su muerte.
Fue la persona más alta del mundo durante su vida, y pudo mantener dos registros adicionales, que fue la persona viva más alta del mundo entre 1916 y 1919, y entre el 20 de mayo de 1921 y 1 de abril de 1922, y que podría haber tenido el pelo más largo en Gran Bretaña, durante su vida. Ella es la persona más alta jamás registrada en gran Bretaña y la persona más alta registrada en Inglaterra desde septiembre de 1806. En el momento de su muerte, era también la mujer más alta en el mundo de la historia médica, un récord que se mantuvo en los siguientes sesenta años.
Jane Bunford sigue siendo una de las mujeres gigantes más misteriosas que han vivido durante el siglo XX. No se sabe mucho acerca de ella, y ninguna fotografía, si es que aún existen, ha sido vista por alguien o mostrada al público en general. Jane fue incluida en el Libro Guinness de los Récords entre 1972 y 2001, pero publicaron únicamente una fotografía de su esqueleto y una copia de su certificado de defunción, que obtuvieron el 10 de febrero de 1972. Una copia de esto apareció al pie de la página 11 de la publicación en 1972.